# 古埃及数字
古埃及數字系統是公元前3000年至公元一千紀初期古埃及文明所使用的數字系統。該系統使用基於十進制的系統，或通常使用四捨五入到更高的冪。古埃及數字系統通常以聖書體象形文字書寫。

## 数字符号

### 基本符號
| Z1 |

| Z1 |

| V20 |

| V20 |

| V1 |

| V1 |

| M12 |

| M12 |

| D50 |

| D50 |

| I7 |

| I7 |

| I8 |

| I8 |

| C11 |

| C11 |

### 例子
較複雜的數字可以以多個重複的符號表示，例如卡納克神廟的一個石碑就以以下的重叠的符號表示數字「4622」（四個1,000、六個100、兩個10、兩個1）：
| M12 | M12 | M12 | M12 |

| V1 · V1 · V1 · V1 · V1 · V1 |

| V20 | V20 | Z1 | Z1 |

### 零與負數
公元前1740年代，古埃及人的會計文本中已經出現了零的符號。該符號為「nfr」，也是代表美麗的符號，其也被用來表示墳墓和金字塔圖紙中的基準面，距離是相對於基準線測量的，高於或低於這條線。